# Fissicepheus mitratus
Fissicepheus mitratus är en kvalsterart som beskrevs av Sandór Mahunka 1971. Fissicepheus mitratus ingår i släktet Fissicepheus och familjen Tetracondylidae. Inga underarter finns listade i Catalogue of Life.